# Bonnieure
La Bonnieure est une rivière du sud-ouest de la France et un affluent de la Charente. Elle arrose le département de la Charente, de Roumazières-Loubert à Mansle, où elle se jette dans la Charente.

## Géographie
Elle participe à l'alimentation du karst de La Rochefoucauld et au système hydraulique complexe de gouffres et de résurgences de tout ce secteur de la proche région d'Angoulême.

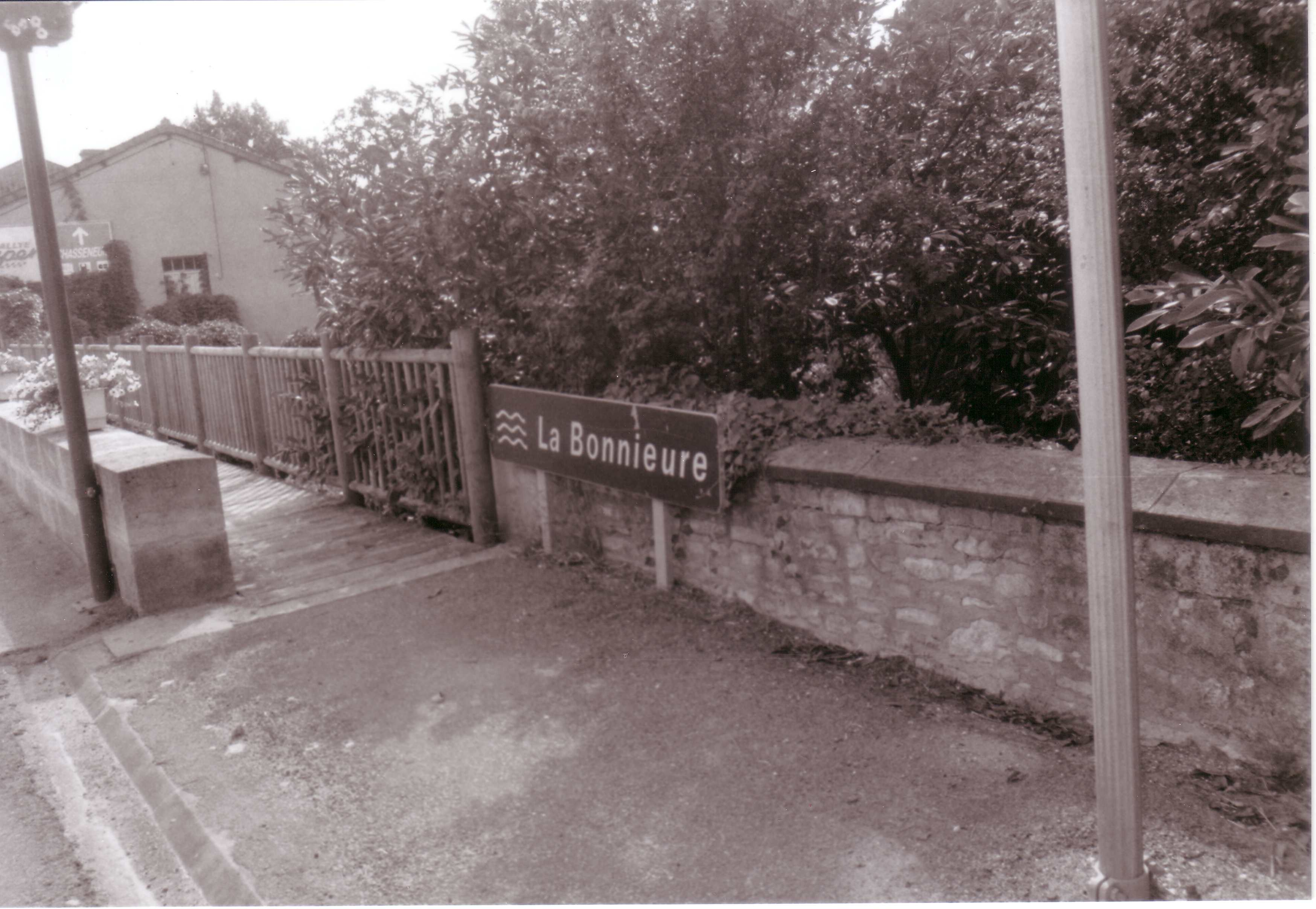
Pont sur la Bonnieure à Chasseneuil.

La Bonnieure est un cours d'eau de 46,9 km de longueur.

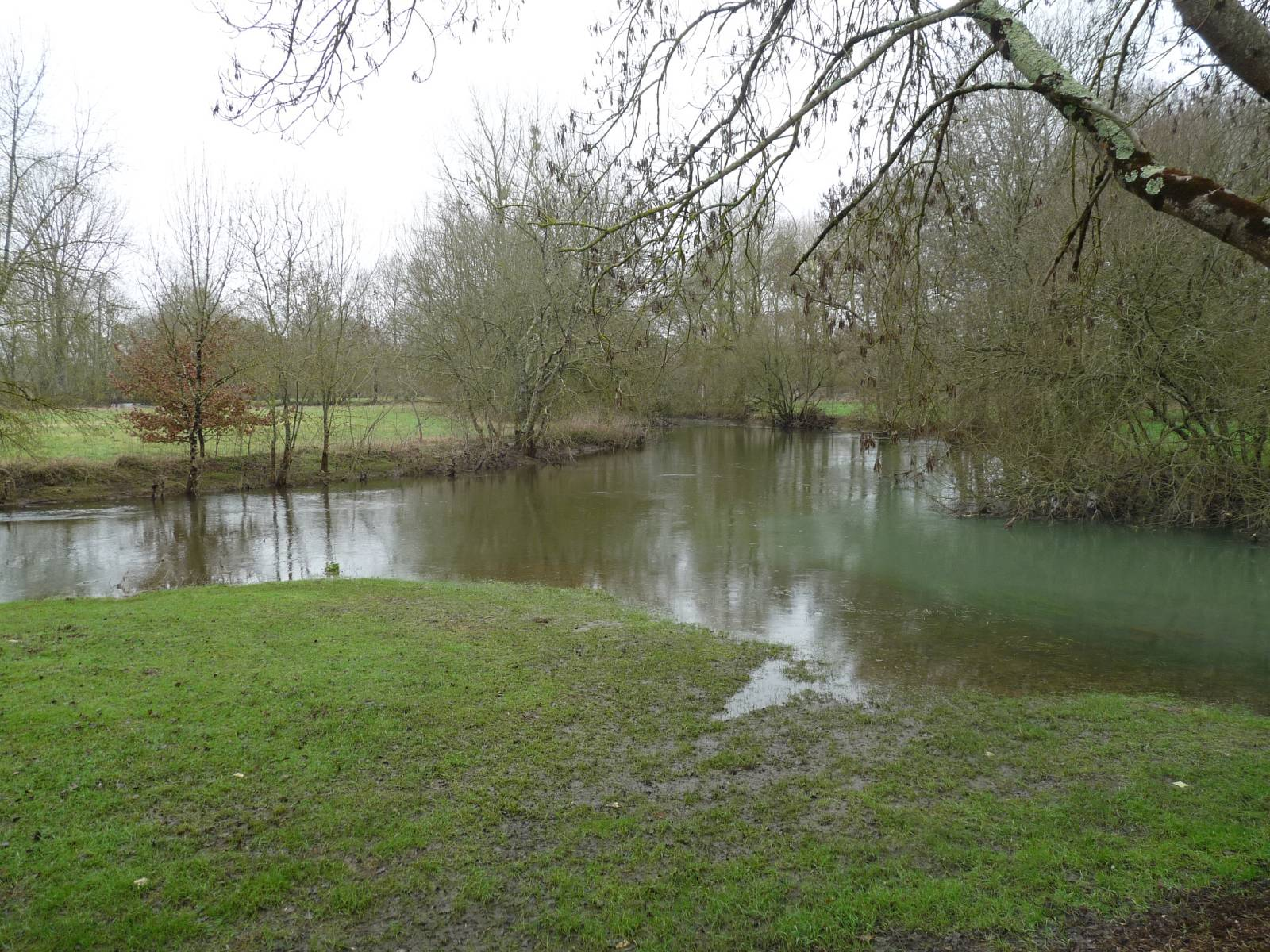
Confluent avec la Tardoire à Saint-Ciers-sur-Bonnieure en hiver.

Juste avant son confluent avec la Charente, elle reçoit sur sa rive gauche la Tardoire, toujours à sec en été car son eau s'est perdue avec celle du Bandiat dans le karst pour alimenter les sources de la Touvre près d'Angoulême, deuxième résurgence de France.

## Hydronymie
Les formes anciennes écrites sont Bono Ydore vers 1300 (forme probablement fantaisiste), Bonoyre en 1447, Bonnyeure en 1552, Bougneure en 1720, Bouigneure en 1743. En fin du XVIIIe siècle, la carte de Cassini orthographie St-Amand de Bonnieure.